# زفلد (شلسویگ-هولشتاین)
زفلد (به آلمانی: Seefeld) یک شهر در آلمان است که در Mittelholstein واقع شده‌است. زفلد ۴۰۳ نفر جمعیت دارد.